# Sganarelle sau Încornoratul închipuit
Sganarelle sau Încornoratul închipuit (franceză Sganarelle ou le Cocu imaginaire) este o piesă de teatru din 1660; o comedie într-un act scrisă de Molière. Prima reprezentație a avut loc la 28 mai 1660 la Théâtre du Petit-Bourbon din Paris având un mare succes. 

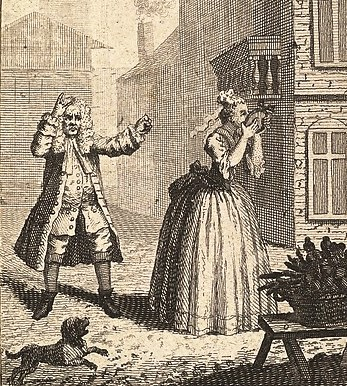
Scenă din actul 6 desenată de William Hogarth - Sganarelle descoperă că soția sa admiră portretul lui Lélie

## Prezentare
Lacomul și tiranicul Gorgibus își forțează fiica, pe Célie, să se căsătorească cu bogatul Valère, dar aceasta este îndrăgostită de Lélie și el de ea. Célie, de teama căsniciei iminente cu Valère, leșină pe stradă, iar Sganarelle care trece prin zonă încearcă să o aducă în simțiri. În tot acest timp ea pierde miniatura cu portretul lui Lélie, care ajunge în mâinile lui Sganarelle și a soției sale. Aceste două evenimente duc la o serie de ipoteze greșite și certuri: soția lui Sganarelle crede că el și Célie sunt iubiți; iar Sganarelle crede că Lélie și soția sa sunt iubiți; Célie crede că Lélie și soția lui Sganarelle sunt iubiți; iar Lélie crede că Célie s-a căsătorit în secret cu Sganarelle. Guvernanta lui Célie ajută la rezolvarea confuziei în penultima scenă, iar în ultima scenă Villebrequin vine cu vestea surpriză că în urmă cu patru luni fiul său Valère s-a căsătorit în secret cu o altă femie. Célie și Lélie sunt acum liberi să se căsătorească. La sfârșitul piesei, Sganarelle se adresează publicului:
Ați văzut cum cele mai puternice dovezi pot să ducă la credințe false. Amintiți-vă bine acest exemplu și chiar când vedeți totul să nu credeți nimic.

## Personaje
- Gorgibus, burghez din Paris
- Célie, fiica sa
- Lélie, amantul Céliei
- Gros-René, valetul lui Gorgibus
- Sganarelle, burghez din Paris și Încornoratul închipuit
- Soția sa
- Villebrequin, tatăl lui Valère
- La suivante de Célie
- O rudă a lui Sganarelle.

## Vezi și
- Listă de piese de teatru franceze